# Маджарово (община)
Община Маджарово се намира в Южна България и е една от съставните общини на област Хасково.

## География

### Географско положение, граници, големина
Общината е разположена в южната част на област Хасково. С площта си от 247,224 km2 заема 9-о място сред 11-те общини на областта, което съставлява 4,47% от територията на областта. Границите ѝ са следните:
- на запад и северозапад – община Стамболово;
- на север – община Харманли;
- на изток – община Любимец;
- на юг – община Ивайловград;
- на югозапад – община Крумовград, област Кърджали.

### Природни ресурси

#### Релеф
Релефът на общината е хълмист и нископланински, като територията ѝ изцяло попада в централните части на Източните Родопи.
През средата на общината, от запад на изток протича река Арда. Северно от долината ѝ на територията на община Маджарово са разположени южните склонове от централната част на източнородопския рид Гората. На 4 km североизточно от село Ефрем, там където се събират границите на общините Маджарово, Харманли и Любимец се намира най-високият му връх Света Марина 708,6 m.
Южно от долината на Арда се простират крайните северозападни части на рида Сърта. В него на 1,5 км югозападно от село Малко Попово се издига най-високата точка на община Маджарово – връх Чаталкая 766,2 m.
На изток, в пределите на общината попада западната ниска част на Вълчеполската котловина. Най-ниската ѝ част е залята от водите на язовир Ивайловград и тук се намира минималната височина на община Маджарово – 131 m (кота преливник на язовира).

#### Води
В централната част на общината, от запад на изток протича част от средното течение на река Арда. При преминаването си през територията на общината Арда последователно преминава през Долнополско долинно разширение, теснините Черната скала и Момина скала и малкото Маджаровско долинно разширение. След град Маджарово преминават през пролома Кован кая и Бориславското долинно разширение (западната част на Вълчеполската котловина), които частично са залети от „опашката“ на язовир Ивайловград. В този си участък река Арда не получава никакви значителни притоци, като в нея се вливат малки и къси рекички и дерета, водещи началото си от ридовете Гората и Сърта.

## Население

### Етнически състав (2011)
Численост и дял на етническите групи според преброяването на населението през 2011 г.:
|                     | Численост | Дял (в %) |
| Общо                | 1665      | 100,00    |
| Българи             | 873       | 52,43     |
| Турци               | 498       | 29,91     |
| Цигани              | 22        | 1,32      |
| Други               | 4         | 0,24      |
| Не се самоопределят | 6         | 0,36      |
| Неотговорили        | 262       | 15,74     |

### Движение на населението (1934 – 2021)
| Община Маджарово                              | Община Маджарово | Община Маджарово | Община Маджарово | Община Маджарово | Община Маджарово | Община Маджарово | Община Маджарово | Община Маджарово | Община Маджарово | Община Маджарово | Община Маджарово |
| --------------------------------------------- | ---------------- | ---------------- | ---------------- | ---------------- | ---------------- | ---------------- | ---------------- | ---------------- | ---------------- | ---------------- | ---------------- |
| Година                                        | 1934             | 1946             | 1956             | 1965             | 1975             | 1985             | 1992             | 2001             | 2011             | 2021             |                  |
| Население                                     | 6053             | 6415             | 6817             | 8045             | 5666             | 5116             | 4078             | 2157             | 1665             | 1484             |                  |
| Източници: Национален Статистически Институт, |                  |                  |                  |                  |                  |                  |                  |                  |                  |                  |                  |

### Населени места
Общината има 19 населени места с общо население от 1484 жители към 7 септември 2021 г.
| Населено място | Население (2021 г.) | Площ на землището km2 | Забележка (старо име)    | Населено място | Население (2021 г.) | Площ на землището km2 | Забележка (старо име)           |
| -------------- | ------------------- | --------------------- | ------------------------ | -------------- | ------------------- | --------------------- | ------------------------------- |
| Бориславци     | 153                 | 24,333                | Ада чалъ                 | Маджарово      | 482                 | 20,167                | Ятаджик, Дупница                |
| Брусевци       | -                   | 12,198                | Кюселер                  | Малки Воден    | 20                  | 12,775                | Сюлбюкюн                        |
| Габерово       | 1                   | 2,783                 | Габрево                  | Малко Брягово  | 20                  | 13,790                | Ярджелии, Брягово               |
| Голяма долина  | 2                   | 23,099                | Коджа инли               | Малко Попово   | 4                   | 10,919                | Ходжа кьой                      |
| Горни Главанак | 61                  | 7,436                 | Ак баш баля              | Румелия        | 18                  | 4,115                 | Хюсеин кьой                     |
| Горно поле     | 47                  | 15,835                | Оваджик, Турско поле     | Ръженово       | 77                  | 6,647                 | Беленлии                        |
| Долни Главанак | 160                 | 10,037                | Ак баш зир               | Селска поляна  | 59                  | 14,681                | Кьой алан                       |
| Долно Съдиево  | 95                  | 10,162                | Кадъ виран, Южно Съдиево | Сеноклас       | 44                  | 29,644                | Мангъф                          |
| Ефрем          | 43                  | 22,009                | Урум кьой                | Тополово       | 133                 | 10,573                | Кавак махле                     |
| Златоустово    | 65                  | 16,021                | Юренджиклер              | ОБЩО           | 1484                | 247,224               | няма населени места без землища |

## Административно-териториални промени
- през 1893 г. – заличено е с. Ения (Ени Яа, Ениджа) без административен акт поради изселване;
- Указ № 462/обн. 21 декември 1906 г. – преименува м. Коджа инли на м. Голяма долина;

– преименува с. Ак баш баля на с. Горни Главанак;
– преименува с. Ак баш зир на с. Долни Главанак;
– преименува с. Урум кьой на с. Ефрем;
– преименува с. Юренджиклер на с. Златоустово;
– преименува с. Ярджелии на с. Брягово;
– преименува с. Хюсеин кьой на с. Румелия;
– преименува с. Беленлии на с. Ръженово;
– преименува с. Кавак махле на с. Тополово;
– преименува с. Оваджик (Турско Оваджи) на с. Турско поле;
– преименува с. Кадъ виран (Кадъ кьой) на с. Южно Съдиево;
- Указ № 162/обн. 8 април 1931 г. – признава н.м. Гюрген за отделно населено място – с. Габрево;
- МЗ № 2820/обн. 14 август 1934 г. – преименува с. Ада чалъ на с. Бориславци;

– преименува с. Кюселер на с. Брусевци;
– преименува с. Южно Съдиево на с. Долно Съдиево;
– преименува с. Ятаджик на с. Дупница;
– преименува с. Ени кьой на с. Колушево;
– преименува с. Козлу бюк на с. Костово;
– преименува с. Сюлбюкюн на с. Малки Воден;
– преименува с. Ходжа кьой на с. Малко Попово;
– преименува с. Кьой алан на с. Селска поляна;
– преименува с. Мангъф на с. Сеноклас;
– преименува с. Юва бюк на с. Ставри Димитрово;
– преименува с. Кирезлик на с. Черешак;
- МЗ № 2917/обн. 16 януари 1943 г. – заличава с. Колушево и го присъединява като квартал на с. Бориславци;
- през 1952 – 1953 г. – преименувано е с. Дупница на с. Маджарово без административен акт;
- Указ № 169/обн. 10 май 1960 г. – преименува с. Брягово на с. Малко Брягово;
- Указ № 129/обн. 11 април 1961 г. – преименува с. Турско поле на с. Горно поле;
- Указ № 902/обн. 31 декември 1963 г. – заличава селата Костово, Кочаш, Ставри Димитрово и Черешак поради изселване;
- Указ № 960/обн. 4 януари 1966 г. – осъвременява името на с. Габрево на с. Габерово;
- Указ № 1942/обн. 17 септември 1974 г. – признава с. Маджарово за гр. Маджарово;
- Указ № 2294/обн. 26 декември 1978 г. – признава м. Голяма долина за с. Голяма долина.

## Транспорт
През общината преминават изцяло или частично 2 пътя от Републиканската пътна мрежа на България с обща дължина 38,6 km:
- участък от 15,2 km от Републикански път III-808 (от km 26,5 до km 41,7);
- целият участък от 23,4 km от Републикански път III-8081.

## Топографска карта
- Лист от карта K-35-76. Мащаб: 1 : 100 000.
- Лист от карта K-35-88. Мащаб: 1 : 100 000.